# Crégy-lès-Meaux
Crégy-lès-Meaux är en kommun i departementet Seine-et-Marne i regionen Île-de-France i norra Frankrike. Kommunen ligger i kantonen Meaux-Nord som tillhör arrondissementet Meaux. År 2022 hade Crégy-lès-Meaux 5 419 invånare.

## Befolkningsutveckling
Antalet invånare i kommunen Crégy-lès-Meaux
| Referens: INSEE |